# Imma nephelatma
Imma nephelatma är en fjärilsart som beskrevs av Edward Meyrick 1927. Imma nephelatma ingår i släktet Imma och familjen Immidae. Inga underarter finns listade i Catalogue of Life.